# فرودگاه سنگاسنگا
فرودگاه سنگاسنگا (به انگلیسی: Sanga-Sanga Airport) (به زبان بومی: Paliparan ng Sanga-Sanga) یک فرودگاه همگانی مسافربری با کد یاتا SGS است که یک باند فرود بتن و آسفالت دارد و طول باند آن ۱۹۳۰ متر است. این فرودگاه در شهر بانگوا کشور فیلیپین قرار دارد و در ارتفاع ۵ متری از سطح دریا واقع شده است.

## شرکت‌های هواپیمایی و مقصدهای پروازی
| شرکت‌های هواپیمایی | مقصدهای پروازی |
| ----------------- | -------------- |
| سبو پسیفیک        | زامبونگا       |